# Heblos
Heblos is een dorp en voormalige gemeente in de Duitse gemeente Lauterbach, in de Vogelsbergkreis van de deelstaat Hessen. Het ligt ten noordoosten van het stadje Lauterbach en ertussen ligt de buurtschap Rimlos.
Anno 2023 is de bebouwing dorps, zonder rijtjeshuizen of hoogbouw. Diverse gebouwen in Heblos zijn opgetrokken in vakwerkbouw, waaronder het monumentale evangelische kerkje. Aan de zuidkant van het dorp kruist een beekje, het Brenderwasser, de Brückenstraße.

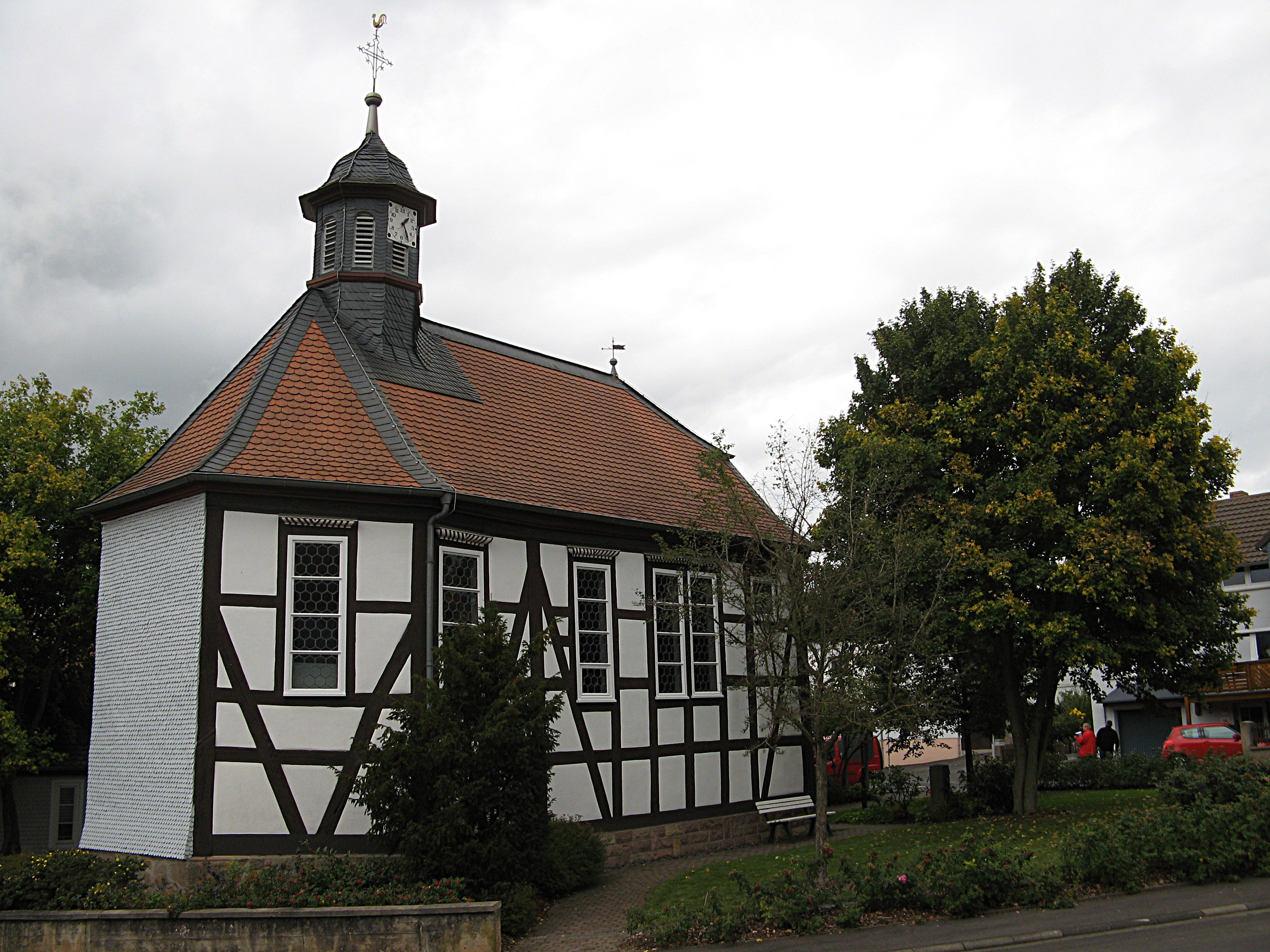
Evangelische kerk